# Захаренков, Алексей Леонидович
Алексей Леонидович Захаренков (20 января 1961, Рига, Латвийская ССР) — русский поэт, издатель, автор-исполнитель.
С 1990 г. занимается издательской деятельностью: один из учредителей издательства «Полярис» (с 1990 по 1997 г. — главный редактор), главный редактор издательства «Весь» (с 1997 по 2000 г.), в 2000 г. основал издательство «Вита Нова». Издательство отмечено более чем восьмьюдесятью дипломами и наградами, среди которых Гран-при Национального конкурса «Книга года» (2002, 2016, 2019 гг.).

## Биография
Родился в 1961 году в Риге.
Закончил Рижский Политехнический институт.
С 1990 по 1997 год — соучредитель и главный редактор издательства «Полярис» (Рига). Издательство специализировалось на полных собраниях сочинений классиков зарубежной фантастики. В частности, «Полярисом» изданы «Миры Айзека Азимова» в 18 томах, «Миры Роберта Хайнлайна» в 25 томах, «Миры Роберта Шекли» в 12 томах, «Миры Гарри Гаррисона», «Миры Клиффорда Саймака», «Миры Роджера Желязны» и множество других «миров». «Миры Поляриса» прочно вошли в историю отечественного книгоиздания, и недаром переводы, сделанные «Полярисом» уже считаются классическими и постоянно переиздаются.
Первое полное собрание сочинений Агаты Кристи (40 томов) также было осуществлено «Полярисом».
Борис Дубин, составитель и переводчик трёхтомника Хорхе Луиса Борхеса, изданного в рамках серии «Urbi et Orbi», в 1994 году получил за эту работу премию «Иллюминатор». Впервые в России в этой же серии была опубликована книга Ромена Гари, в которую вошли оба «гонкуровских» романа великого писателя.
В 1993 году Алексей Захаренков основал издательство «Весь» (Рига), просуществовавшее до 1996 года. Издательство было основано с некоммерческой целью, для издания авторов поэтического содружества «Весь» (Москва, Минск, Рига, Германия), а также чтобы дать приют литературно-публицистическому журналу «Родник» (Рига), который на тот момент остался без издателя.
В 1996 году журнал был удостоен Букеровской премии как лучший русскоязычный литературный журнал ближнего зарубежья.
В 1997 году Алексей Захаренков переезжает из Латвии в Санкт-Петербург и возглавляет редакционные службы издательства «Комплект».
С 1998 по 2000 год — главный редактор издательства «Весь» (Санкт-Петербург).
В 2000 году организовал издательство «Вита Нова» (Санкт-Петербург). Издательство специализируется на коллекционных иллюстрированных изданиях мировой классики и биографических книг. Издательство отмечено многочисленными дипломами и наградами, среди которых Гран-при Национального конкурса «Книга года» (2002, 2016, 2019 гг.).
В 2003 году администрация Санкт-Петербурга отметила работу издательства почётным знаком качества — «Сделано в Петербурге».
В 2002 году Алексей Захаренков удостоен звания «Альтруист года».
В 2003 году организовал в Риге выставку оригиналов работ книжной графики десяти российских художников «Золотая книга России» (из коллекции издательства «Вита Нова»), что положило начало некоммерческой выставочной деятельности издательства.
C 2004 года — член государственных аттестационных комиссий на защите дипломных проектов выпускников факультетов графики Санкт-Петербургского Института Печати, Института декоративно-прикладного искусства, Академии им. Штиглица, Академии Художеств им. Ильи Репина. 
В 2014 году стал учредителем профессиональной премии «Книжный червь».
Член поэтического содружества «Весь»; Участник творческого союза «АЗиЯ-плюс»; Член Всемирного клуба петербуржцев.

## Награды и премии
- Премия фонда имени Д. С. Лихачёва (2021)

## Публикации
- Г. Гаррисон «Специалист по этике», перевод с англ., Полярис, Эксмо, 1991, 1997;
- П. Андерсон «Крестовый поход», перевод с англ., Полярис, Армада, 1992, 1998;
- Дж. Уинджем «Кракен пробуждается», перевод с англ., Полярис, Эя, 1992, 1994;
- «Весь», поэтическая антология, Рига, Полярис, 1992;
- «Точка, точка, запятая», стихи, Минск, Виноград, 1998;
- «Строфы века», антология русской поэзии XX века, сост. Е. Евтушенко, 1995;
- «Пароходик», CD-альбом, Остров, 2001;
- «Вверх по реке», CD-альбом, АЗиЯ-Плюс, 2003;
- «Зима в Эдеме», CD-альбом, АЗиЯ-Плюс, 2008;
- «Зима в Эдеме». Стихи, СПб.: Вита Нова, 2009;
- «И вспыхнет музыка». СПб.: Вита Нова, 2015;
- «Тебе». Стихи. СПб.: Вита Нова, 2022.